# Strebla tupi
Strebla tupi är en tvåvingeart som först beskrevs av Mauricio Garcia och Casal 1965.  Strebla tupi ingår i släktet Strebla och familjen lusflugor. Inga underarter finns listade i Catalogue of Life.